# Volochysk (huyện)
Huyện Volochysk (tiếng Ukraina: Волочиський район, chuyển tự: Volochysks'kyi raion) là một huyện của tỉnh Khmelnytskyi thuộc Ukraina. Huyện Volochysk có diện tích 1104 km², dân số theo điều tra dân số ngày 5 tháng 12 năm 2001 là 60788 người với mật độ 55 người/km2. Trung tâm huyện nằm ở Volochysk.